# Agrupación Artístico Musical de Tabernes Blanques
La Agrupación Artístico Musical de Tabernes Blanques es una agrupación musical del municipio de Tabernes Blanques (Valencia, España).
La fundó, en 1972, un grupo de 25 músicos. En la década de 1980, bajo la dirección de Manuel Tomás Gil participó en varios certámenes, en los que obtuvo importantes éxitos, entre los que están el primer premio del Certamen Internacional de Bandes de Música de Valencia en 1983, 1984, 1986 y 1992. En la actualidad la banda cuenta con una plantilla de más de cien músicos y una escuela de músicos de banda.